# Dessonornis anomalus
Pisco-de-flancos-esverdeados ou cossifa-de-flancos-esverdeados (Dessonornis anomalus) é uma espécie de ave da família Muscicapidae.
Pode ser encontrada nos seguintes países: Malawi, Moçambique, Tanzânia e Zâmbia.
Os seus habitats naturais são: regiões subtropicais ou tropicais húmidas de alta altitude.